# Liste der Biografien/Hea
Liste der Biografien |
Portal Biografien |
Personensuche
# |
A |
B |
C |
D |
E |
F |
G |
H |
I |
J |
K |
L |
M |
N |
O |
P |
Q |
R |
S |
T |
U |
V |
W |
X |
Y |
Z |
?
 
Ha |
Hd |
He |
Hi |
Hj |
Hk |
Hl |
Hm |
Hn |
Ho |
Hr |
Hs |
Ht |
Hu |
Hv |
Hw |
Hy
 
Hea |
Heb |
Hec |
Hed |
Hee |
Hef |
Heg |
Heh |
Hei |
Hej |
Hek |
Hel |
Hem |
Hen |
Heo |
Hep |
Heq |
Her |
Hes |
Het |
Heu |
Hev |
Hew |
Hex |
Hey |
Hez
Die Liste der Biografien führt alle Personen auf, die in der deutschsprachigen Wikipedia einen Artikel haben. Dieses ist eine Teilliste mit 331 Einträgen von Personen, deren Namen mit den Buchstaben „Hea“ beginnt.

## Hea

### Heab
- Heaberlin, Bryane (* 1993), US-amerikanische Fußballtorhüterin

### Head
- Head, A. M., irische Badmintonspielerin
- Head, Anthony (* 1954), englischer SchauspielerAnthony Head (* 1954)

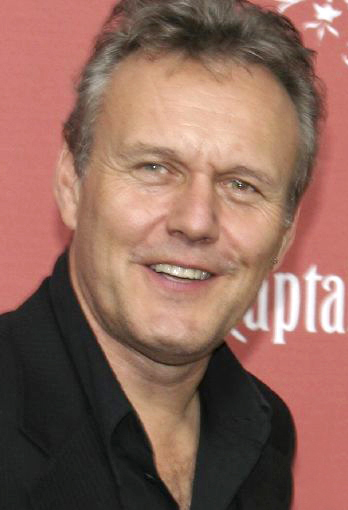
Anthony Head (* 1954)

- Head, Antony, 1. Viscount Head (1906–1983), britischer Offizier und Politiker (Conservative Party)
- Head, Barclay Vincent (1844–1914), britischer Numismatiker
- Head, Bessie (1937–1986), botswanische Schriftstellerin
- Head, Brian (* 1948), Politikwissenschaftler
- Head, Bryan, US-amerikanischer Schauspieler
- Head, Daisy (* 1991), britische Schauspielerin
- Head, Edith (1897–1981), US-amerikanische Kostümbildnerin beim Film
- Head, Edward Dennis (1919–2005), US-amerikanischer Geistlicher, Bischof von Buffalo
- Head, Emily (* 1988), britische Schauspielerin
- Head, Francis Bond (1793–1875), britischer Schriftsteller und Politiker
- Head, Henry (1861–1940), englischer Neurologe
- Head, Jae (* 1996), US-amerikanischer Schauspieler
- Head, James W. (* 1941), US-amerikanischer Geologe
- Head, Lafayette (1825–1897), US-amerikanischer Politiker
- Head, Luther (* 1982), US-amerikanischer Basketballspieler
- Head, Maaike (* 1983), niederländische Ruderin
- Head, Murray (* 1946), britischer Schauspieler und SängerMurray Head (* 1946)

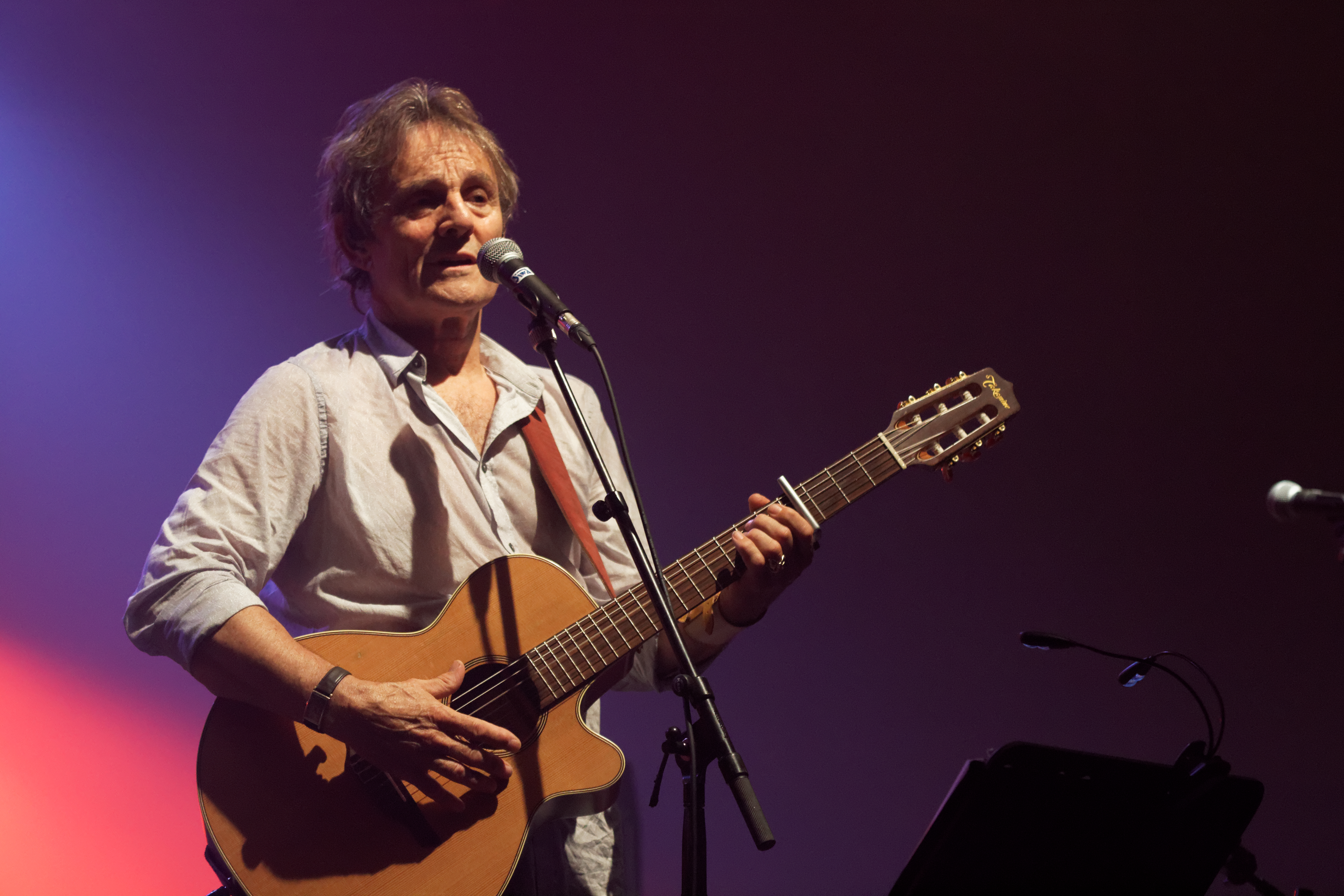
Murray Head (* 1946)

- Head, Nathaniel (1828–1883), US-amerikanischer Politiker
- Head, Patrick (* 1946), britischer Ingenieur
- Head, Peter (* 1947), britischer Bauingenieur
- Head, Randolph Conrad, US-amerikanischer Historiker
- Head, Rayoni (* 1976), australische Badmintonspielerin
- Head, Richard, englischer Dichter, Satiriker, Dramatiker und Buchhändler
- Head, Richard, 2. Viscount Head (* 1937), britischer Peer, Politiker, Landwirt und Pferdetrainer
- Head, Tania, Mitbegründerin und Präsidentin des World Trade Center Survivors’ Network
- Head, Tim (* 1946), britischer Installationskünstler, Maler, Grafiker und Fotograf
- Head, Travis (* 1993), australischer Cricketspieler
- Headda, Bischof von Hereford
- Heade, Martin Johnson (1819–1904), US-amerikanischer Maler
- Headey, Lena (* 1973), britische SchauspielerinLena Headey (* 1973)

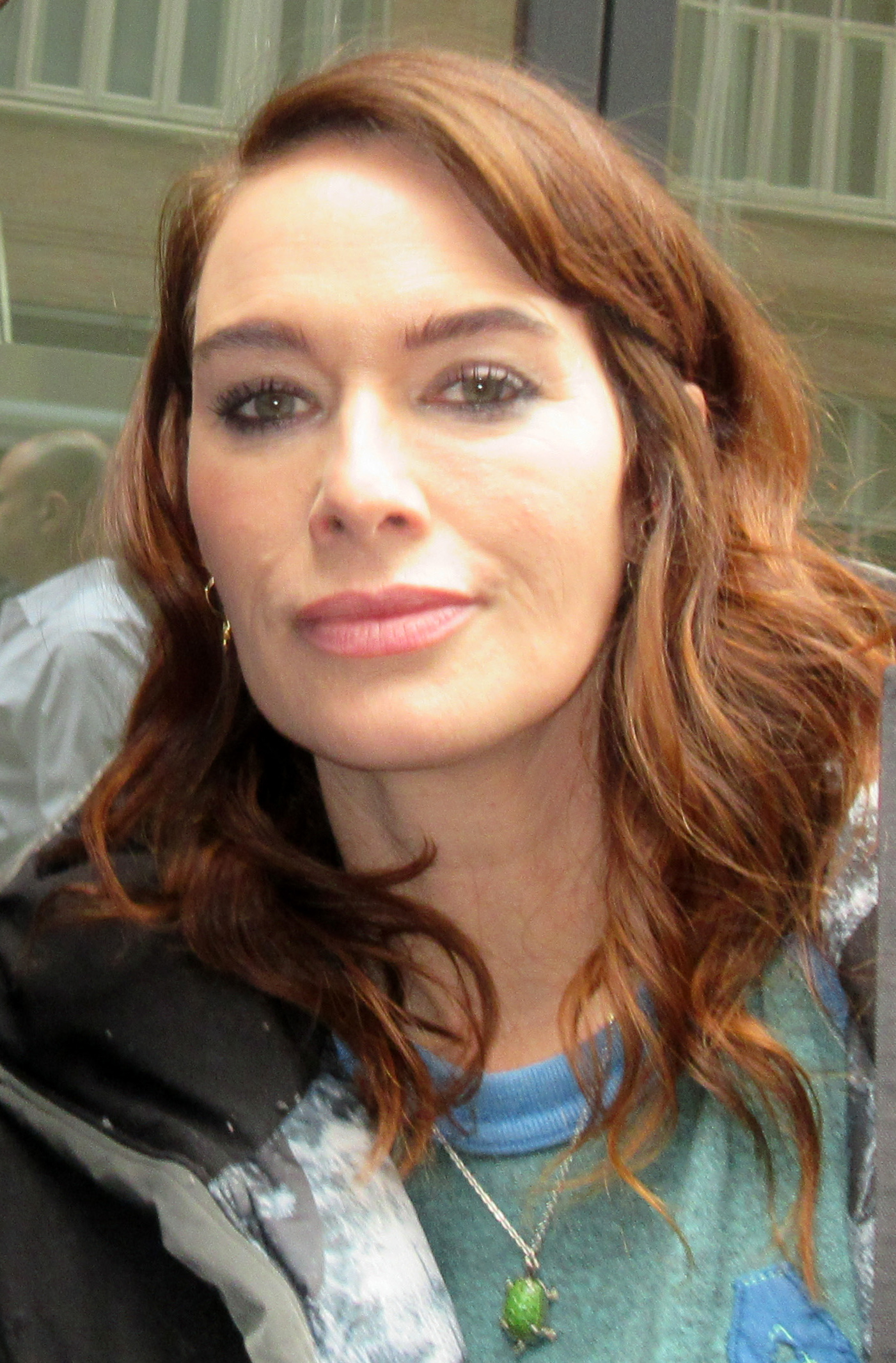
Lena Headey (* 1973)

- Headhunterz (* 1985), niederländischer Hardstyle-DJ und Musikproduzent
- Headie One (* 1994), englischer Drill-Rapper
- Headlam, Arthur (1862–1947), englischer Geistlicher der Kirche von England und Bischof von Gloucester
- Headlam, Frank (1914–1976), australischer Offizier der Luftstreitkräfte (RAAF)
- Headlam-Morley, James (1863–1929), britischer Historiker
- Headland, Leslye (* 1980), US-amerikanische Dramatikerin, Drehbuchautorin und Regisseurin
- Headley, David (* 1960), pakistanisch-amerikanischer Terrorist
- Headley, George (1909–1983), jamaikanischer Cricketspieler
- Headley, Heather (* 1974), trinidadische Sängerin und Schauspielerin
- Headley, Joel Tyler (1814–1897), amerikanischer Schriftsteller und Politiker
- Headley, Lynn (* 1943), jamaikanischer Sprinter
- Headley, Shari (* 1964), US-amerikanische Schauspielerin
- Headline, Doug (* 1962), französischer Journalist, Verleger, Drehbuchautor, Regisseur und Comicautor
- Headly, Glenne (1955–2017), US-amerikanische SchauspielerinGlenne Headly (1955–2017)

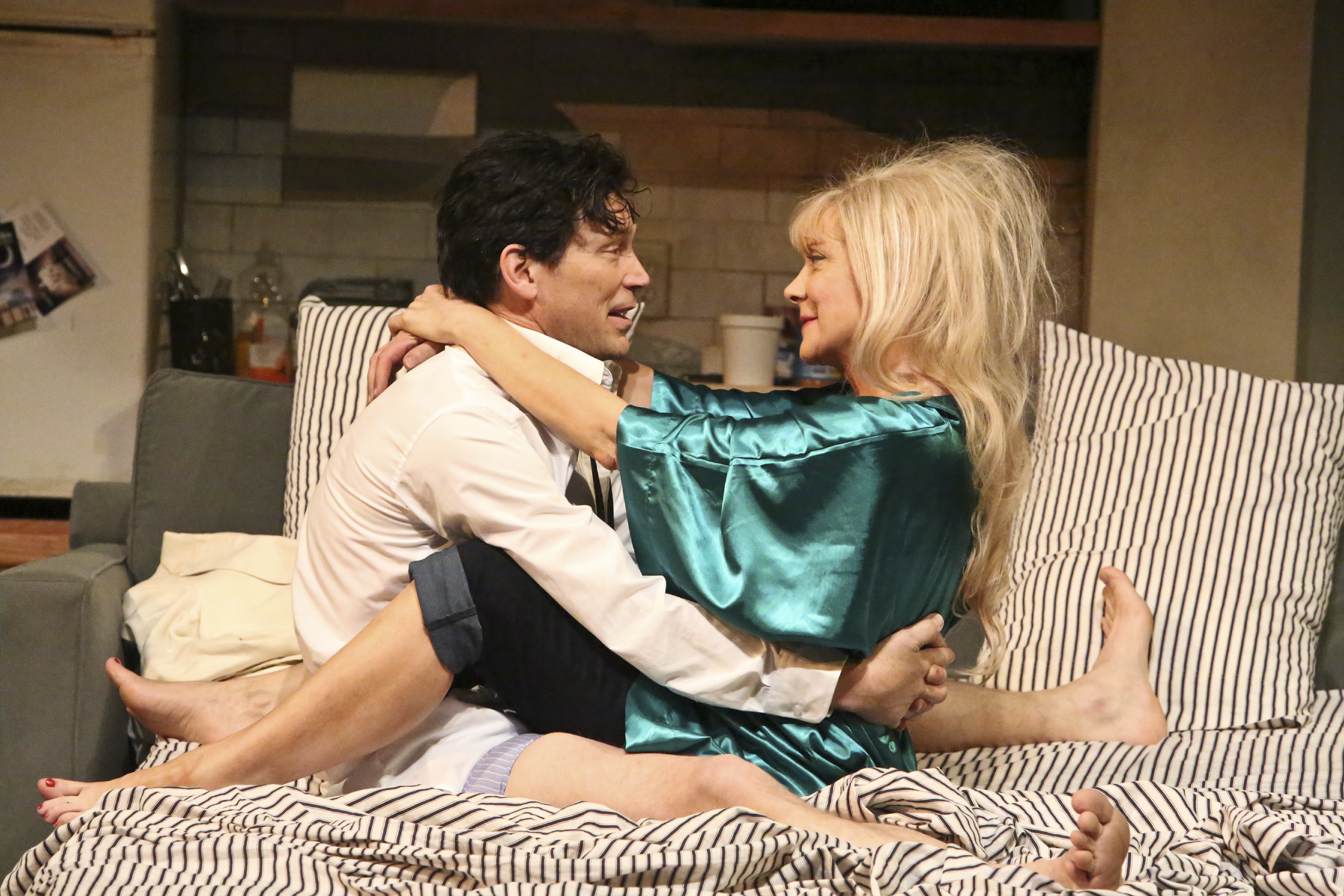
Glenne Headly (1955–2017)

- Headon, Topper (* 1955), englischer Schlagzeuger, zeitweilig bei The Clash
- Headspeth, Woody (1881–1941), US-amerikanischer Radrennfahrer

### Heaf
- Heafy, Matthew (* 1986), US-amerikanischer Sänger und Gitarrist

### Heag
- Heagney, Muriel Agnes (1885–1974), australische Gewerkschafterin, Autorin und Aktivistin

### Heah
- Heah, Hock Aun (1932–2014), malaysischer Badmintonspieler
- Heah, Joo Seang (1899–1962), malaysischer Unternehmer, Politiker und Badmintonfunktionär
- Heahbeorht, Bischof von Worcester
- Heahberht, König in Kent
- Heahmund († 871), angelsächsischer Bischof des Bistums von Sherborne

### Heal
- Heal, Bridget, britische Historikerin
- Heal, Gareth, britischer Filmeditor
- Heal, Shane (* 1970), australischer Basketballspieler
- Heald, Anthony (* 1944), US-amerikanischer Schauspieler
- Heald, Lionel (1897–1981), britischer Politiker, Unterhausabgeordneter
- Heald, William H. (1864–1939), US-amerikanischer Politiker
- Healer, Modiradilo (* 1970), botswanischer Boxer
- Healey, Alfred (1879–1960), britischer Hürdenläufer und Sprinter
- Healey, Arthur Daniel (1889–1948), US-amerikanischer Jurist und Politiker
- Healey, Bill (1926–2018), englischer Fußballspieler
- Healey, Dan (* 1957), britisch-kanadischer Historiker
- Healey, Denis (1917–2015), britischer Politiker (Labour), Mitglied des House of Commons
- Healey, Derek (* 1936), englischer Komponist, Organist und Musikpädagoge
- Healey, Donald (1898–1988), englischer Rallyefahrer und Automobilingenieur
- Healey, Ed (1894–1978), US-amerikanischer American-Football-Spieler und Trainer
- Healey, Eric (* 1975), US-amerikanischer Eishockeyspieler
- Healey, Frank (1828–1906), britischer Autor von Schachaufgaben
- Healey, James, US-amerikanischer Politiker
- Healey, James (* 1951), australischer Schauspieler
- Healey, James C. (1909–1981), US-amerikanischer Jurist und Politiker
- Healey, Jeff (1966–2008), kanadischer Blues-, Rock- und Jazzgitarrist, Trompeter und Sänger
- Healey, John (* 1960), britischer Politiker, Mitglied des House of Commons
- Healey, Kerry (* 1960), US-amerikanische Politikerin
- Healey, Maura (* 1971), amerikanische Juristin und Politikerin
- Healey, Myron (1923–2005), US-amerikanischer Filmschauspieler und Drehbuchautor
- Healey, Nathan (* 1980), australischer Tennisspieler
- Healey, Trebor (* 1962), US-amerikanischer Schriftsteller
- Healion, Paul (1978–2009), irischer Bahn- und Straßenradrennfahrer
- Healis, George (1906–1990), US-amerikanischer Ruderer
- Healy Eames, Fidelma, irische Politikerin
- Healy, Alyssa (* 1990), australische Cricketspielerin
- Healy, Anna, Baroness Healy of Primrose Hill (* 1955), britische Politikerin der Labour Party, Life Peer
- Healy, Ben (* 2000), irischer RadsportlerBen Healy (* 2000)

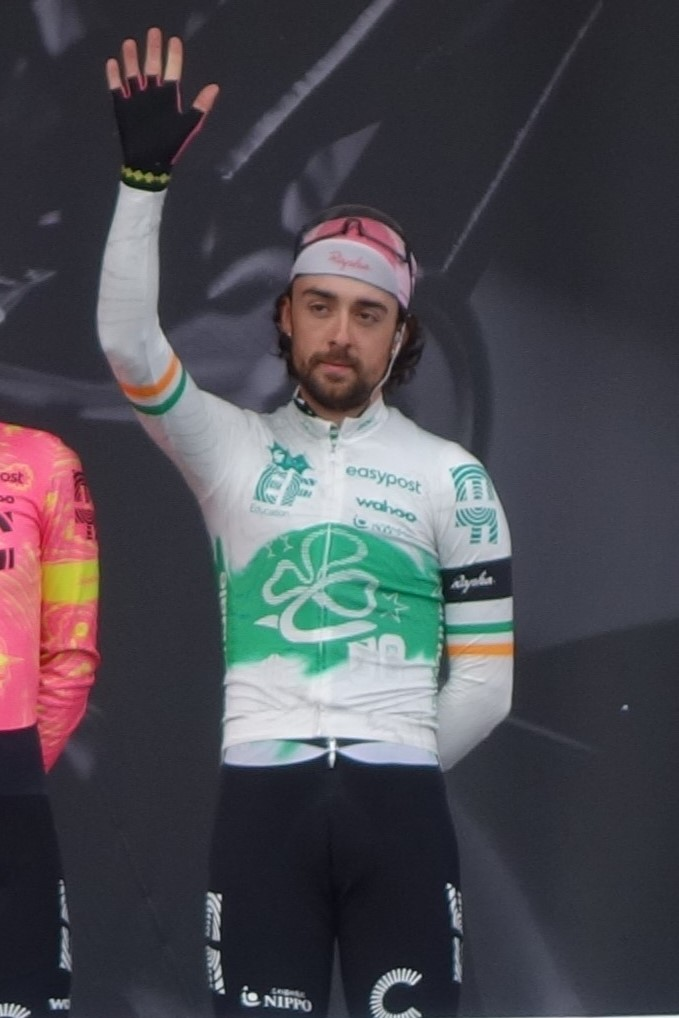
Ben Healy (* 2000)

- Healy, Bernadine (1944–2011), US-amerikanische Kardiologin
- Healy, Cecil (1881–1918), australischer Schwimmer
- Healy, Cian (* 1987), irischer Rugbyspieler
- Healy, Dan, US-amerikanischer Toningenieur und Musiker
- Healy, David (1929–1995), US-amerikanischer Schauspieler
- Healy, David (1936–2011), US-amerikanischer Amateurastronom und Astrofotograf
- Healy, David (* 1979), nordirischer Fußballspieler
- Healy, Dermot (1947–2014), irischer Autor von Lyrik, Kurzgeschichten, Dramen und Romanen
- Healy, Felix (* 1955), nordirischer Fußballspieler und -trainer
- Healy, George Peter Alexander (1813–1894), US-amerikanischer Maler
- Healy, Gerry (1913–1989), trotzkistischer Politiker
- Healy, Glenn (* 1962), kanadischer Eishockeytorwart, -funktionär und Sportjournalist
- Healy, Gus (1904–1987), irischer Politiker
- Healy, Ian (* 1964), australischer Cricketspieler
- Healy, James Augustine (1830–1900), US-amerikanischer Geistlicher, römisch-katholischer Bischof von Portland
- Healy, Janet, US-amerikanische Filmproduzentin
- Healy, Joan (* 1992), irische Sprinterin
- Healy, John (1911–1986), US-amerikanischer Filmproduzent
- Healy, John P., US-amerikanischer Offizier, Generalleutnant der US Air Force
- Healy, Joseph (1776–1861), US-amerikanischer Politiker
- Healy, Kilian J. (1912–2003), US-amerikanischer Geistlicher, Generalprior des Ordens der Karmeliter
- Healy, Luke (* 1973), britischer Schauspieler, Produzent und Drehbuchautor
- Healy, Michael A. (1839–1904), Offizier des Revenue Cutter Service
- Healy, Ned R. (1905–1977), US-amerikanischer Politiker
- Healy, Pamela (* 1963), US-amerikanische Seglerin
- Healy, Phil (* 1994), irische Sprinterin
- Healy, Sarah (* 2001), irische Leichtathletin
- Healy, Séamus (* 1950), irischer Politiker
- Healy, Ted (1896–1937), US-amerikanischer Komiker, Schauspieler und DrehbuchautorTed Healy (1896–1937)

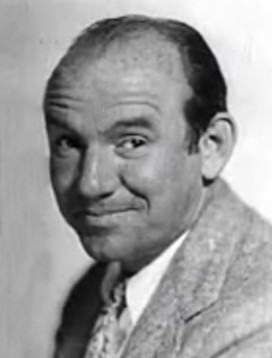
Ted Healy (1896–1937)

- Healy, Terry (* 1981), australischer Politiker (Labor Party)
- Healy, Thomas F. (1931–2004), US-amerikanischer Offizier, Generalleutnant der US-Army
- Healy, Tim (* 1952), britischer Schauspieler und Synchronsprecher
- Healy, Timothy Michael (1855–1931), irischer Politiker, Mitglied des House of Commons
- Healy-Rae, Danny (* 1954), irischer Politiker, Abgeordneter im irischen Parlament
- Healy-Rae, Jackie (1931–2014), irischer Politiker, Abgeordneter im irischen Parlament
- Healy-Rae, Michael (* 1967), irischer Politiker, Abgeordneter im irischen Parlament

### Hean
- Heaney, Geraldine (* 1967), nordirisch-kanadische Eishockeyspielerin und -trainerin
- Heaney, Joe (1919–1984), irischer Folkmusiker
- Heaney, Lawrence R. (* 1952), US-amerikanischer Mammaloge, Ökologe und Biogeograph
- Heaney, Seamus (1939–2013), irischer Schriftsteller und Literatur-Nobelpreisträger
- Heaney-Grier, Mehgan (* 1977), US-amerikanische Apnoetaucherin, Filmschauspielerin, Stuntwoman, Filmproduzentin und ein Model
- Heaney-Hauser, Jacqueline (1939–2024), schweizerisch-französische Textilkünstlerin
- Heang, Iv, kambodschanischer Diplomat

### Heap
- Heap, David Porter (1843–1910), US-amerikanischer Ingenieur und Offizier
- Heap, Imogen (* 1977), englische Sängerin, Komponistin, Musikerin und MusikproduzentinImogen Heap (* 1977)

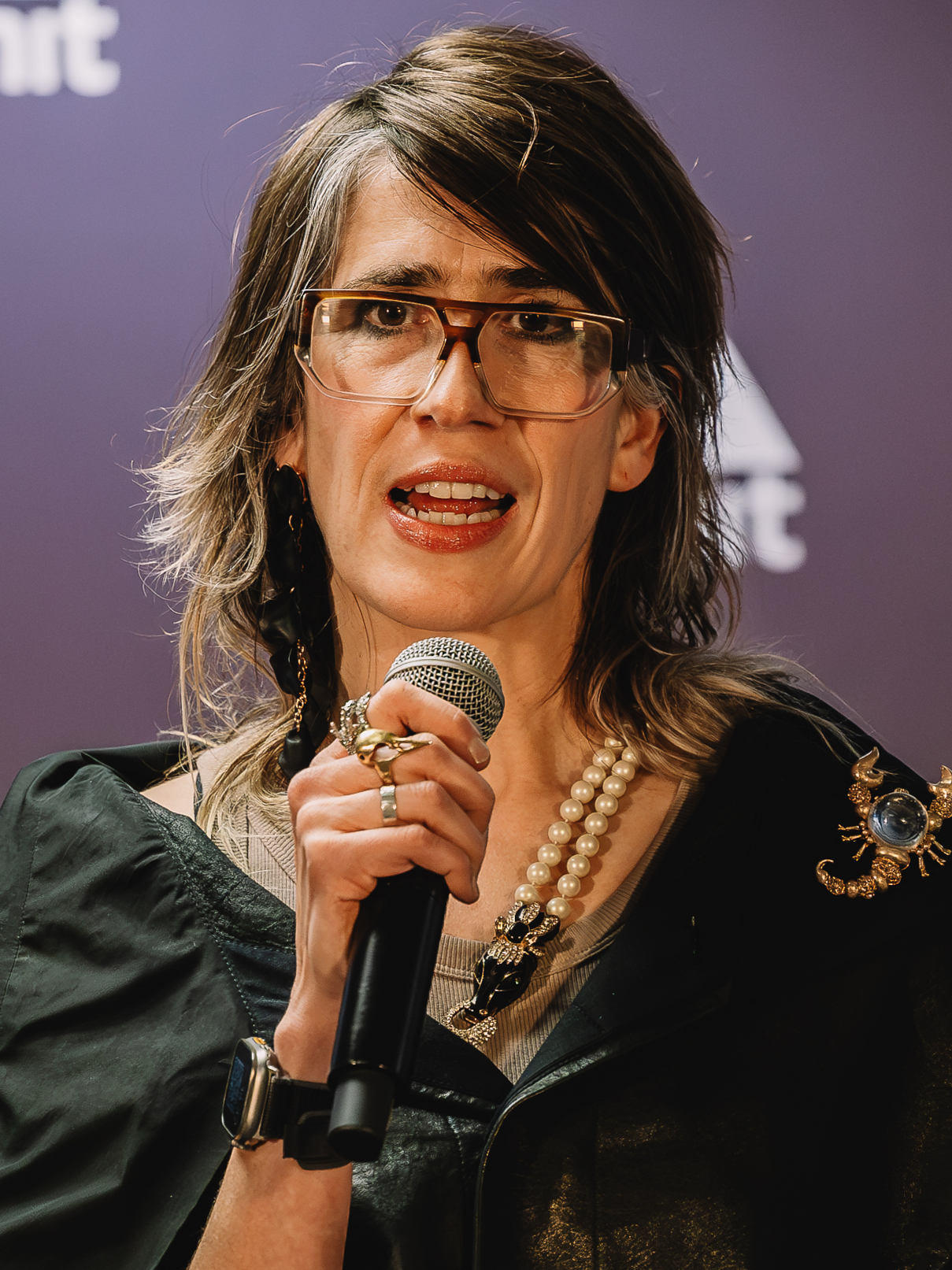
Imogen Heap (* 1977)

- Heap, Jessica (* 1983), US-amerikanische Schauspielerin und Neurowissenschaftlerin
- Heap, John (1907–2000), britischer Sprinter
- Heap, John (1932–2006), britischer Geograph und Polarforscher
- Heap, Jonathan (* 1963), US-amerikanischer Filmregisseur, Filmproduzent und Drehbuchautor
- Heap, Mark (* 1957), britischer Schauspieler
- Heap, Todd (* 1980), US-amerikanischer Footballspieler
- Heaphy, Charles (1820–1881), englischgebürtiger neuseeländischer Zeichner, Maler, Soldat, Forscher, Entdecker und Staatsdiener der Kolonie Neuseeland
- Heaphy, Thomas (1775–1835), englischer Aquarell-, Porträt- und Miniaturmaler
- Heaphy, Thomas (1813–1873), englischer Porträt- und Motivmaler
- Heappey, James (* 1981), britischer Politiker der Konservativen Partei
- Heaps, Jay (* 1976), US-amerikanischer Fußballspieler und -trainer
- Heaps, John Edward (1927–2004), australischer katholischer Bischof
- Heaps, Lindsey (* 1994), US-amerikanische Fußballspielerin
- Heaps, Porter (1906–1999), US-amerikanischer Organist und Komponist
- Heaps, Rob (* 1983), britischer Fernseh- und Theaterschauspieler

### Hear
- Heard, Amber (* 1986), US-amerikanische SchauspielerinAmber Heard (* 1986)

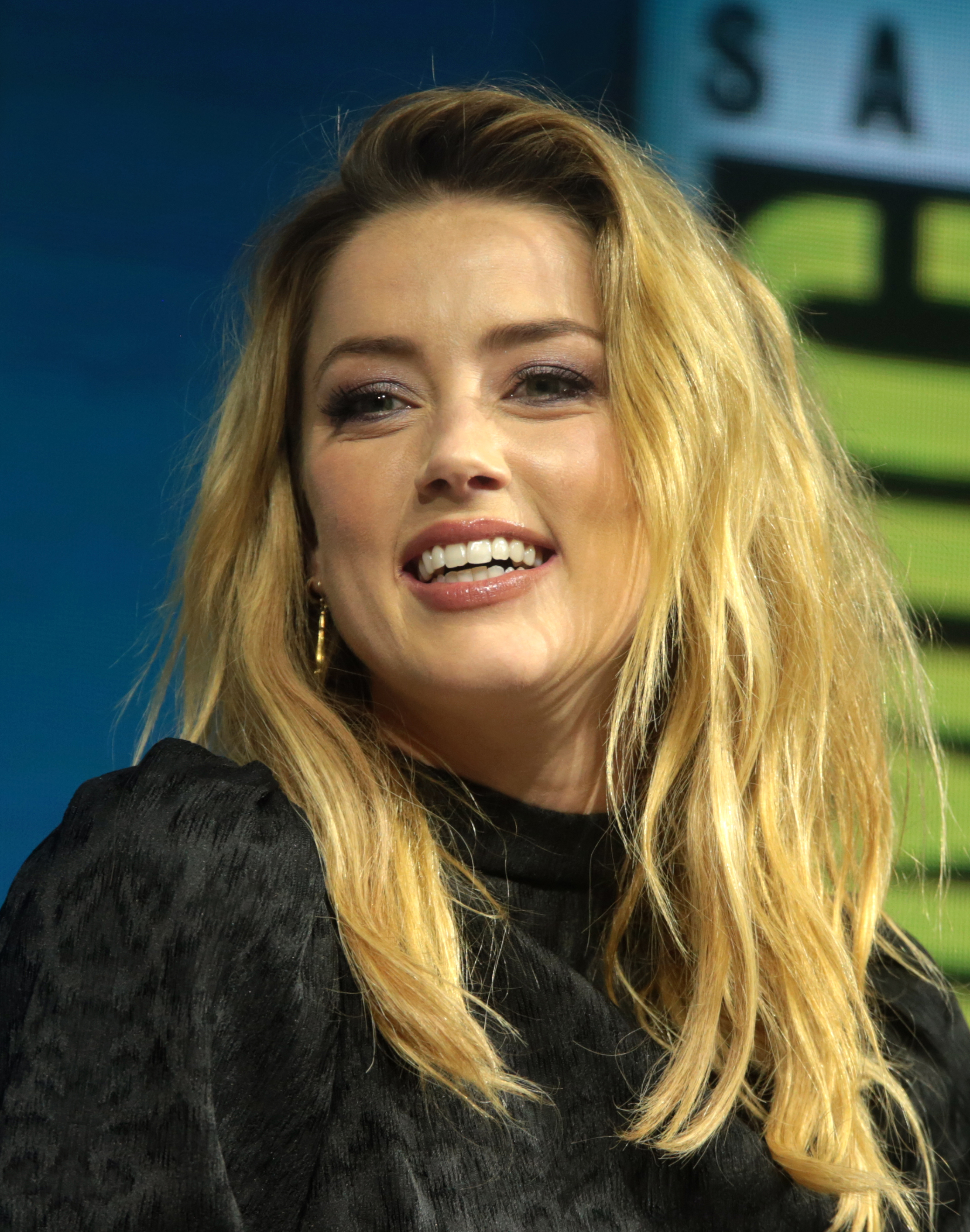
Amber Heard (* 1986)

- Heard, Edith (* 1965), britische Genetikerin
- Heard, Fats (1923–1987), US-amerikanischer Jazz-Schlagzeuger
- Heard, Floyd (* 1966), US-amerikanischer Sprinter
- Heard, George Alexander (1917–2009), US-amerikanischer Politikwissenschaftler und Hochschullehrer
- Heard, Henry F. (1889–1971), britisch-amerikanischer Schriftsteller und Essayist
- Heard, J. C. (1917–1988), US-amerikanischer Jazz-Schlagzeuger
- Heard, John (1938–2021), US-amerikanischer Jazzmusiker und Bildhauer
- Heard, John (1946–2017), US-amerikanischer SchauspielerJohn Heard (1946–2017)

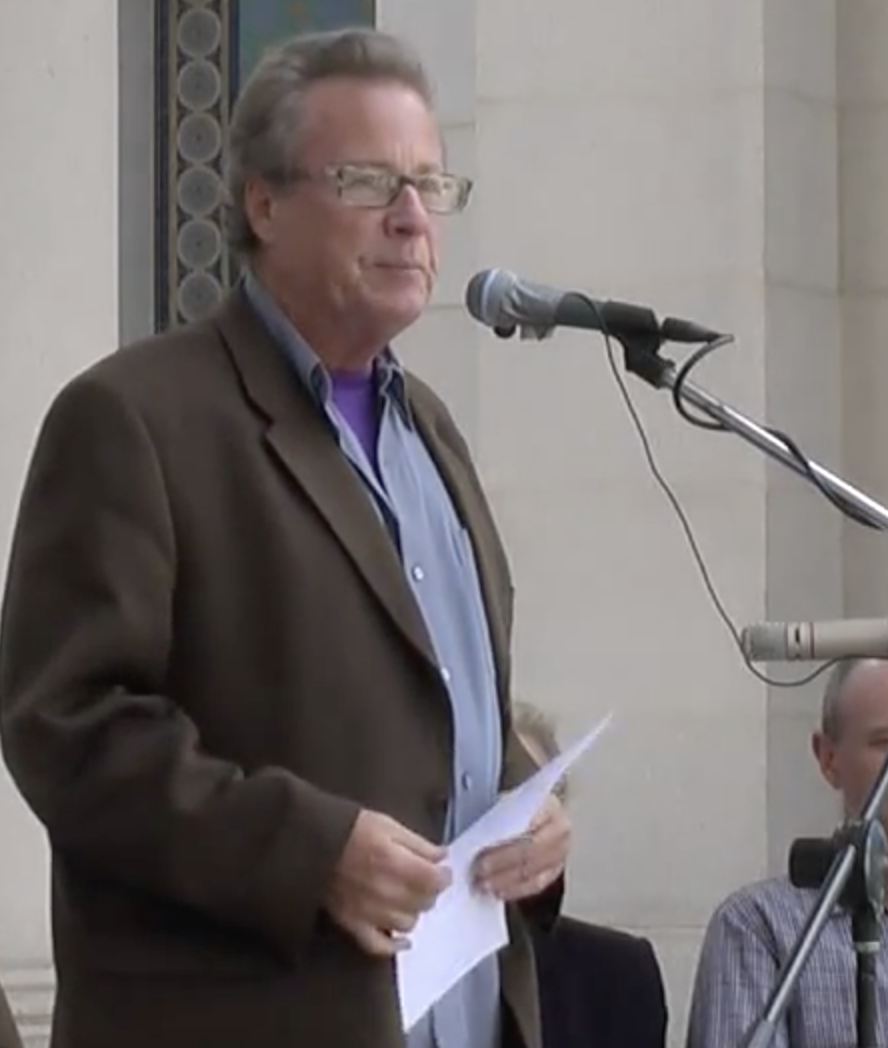
John Heard (1946–2017)

- Heard, John T. (1840–1927), US-amerikanischer Politiker
- Heard, Larry (* 1960), US-amerikanischer Musiker
- Heard, Mitchell (* 1992), kanadischer Eishockeyspieler
- Heard, Paul F. (1913–1964), US-amerikanischer Filmproduzent, Filmregisseur und Autor
- Heard, Sarah (* 1983), australische Ruderin
- Heard, Stephen (1740–1815), US-amerikanischer Politiker und Gouverneur von Georgia
- Heard, Steve (* 1962), britischer Mittelstreckenläufer
- Heard, William Theodore (1884–1973), schottischer Kardinal der römisch-katholischen Kirche
- Heard, William Wright (1853–1926), US-amerikanischer Politiker
- Hearfield, Troy (* 1987), australischer Fußballspieler
- Hearman, Louise (* 1963), australische Malerin
- Hearn, Amber (* 1984), neuseeländische Fußballspielerin
- Hearn, Arthur Charles (1877–1952), britischer Manager
- Hearn, Barry (* 1948), englischer Sportfunktionär und -promoter
- Hearn, Chick (1916–2002), US-amerikanischer Sportreporter
- Hearn, David (* 1959), US-amerikanischer Kanute
- Hearn, Eddie (* 1979), englischer Boxpromoter und -manager
- Hearn, George (* 1934), US-amerikanischer Musicaldarsteller
- Hearn, Jeff (* 1947), britischer Soziologe
- Hearn, John (1929–1980), britischer Eisschnellläufer
- Hearn, Lacey (1881–1969), US-amerikanischer Mittelstreckenläufer
- Hearn, Lafcadio (1850–1904), Schriftsteller irisch-griechischer Abstammung, dessen Werke das westliche Bild von Japan entscheidend geprägt habenLafcadio Hearn (1850–1904)

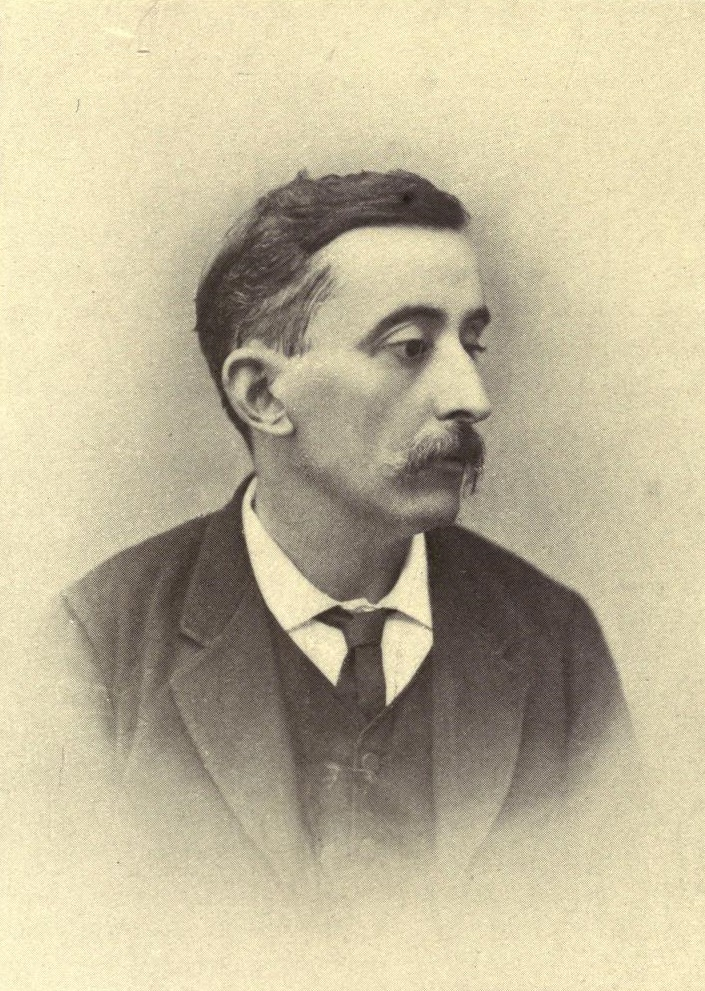
Lafcadio Hearn (1850–1904)

- Hearn, Richie (* 1971), US-amerikanischer Autorennfahrer
- Hearn, Sienna (* 2002), australische Wasserballspielerin
- Hearn, Tanya (* 1980), australische Endurosportlerin
- Hearn, Tiffany (* 1984), US-amerikanische Boxerin
- Hearn, Yokamon (1978–2012), US-amerikanischer Mörder
- Hearne, Frank (1858–1949), englischer und südafrikanischer Cricketspieler
- Hearne, John Edgar Colwell (1926–1994), kanadischer Schriftsteller
- Hearne, John J. (1893–1969), irischer Diplomat und Verfassungsjurist
- Hearne, Kevin (* 1970), US-amerikanischer Fantasy-SchriftstellerKevin Hearne (* 1970)

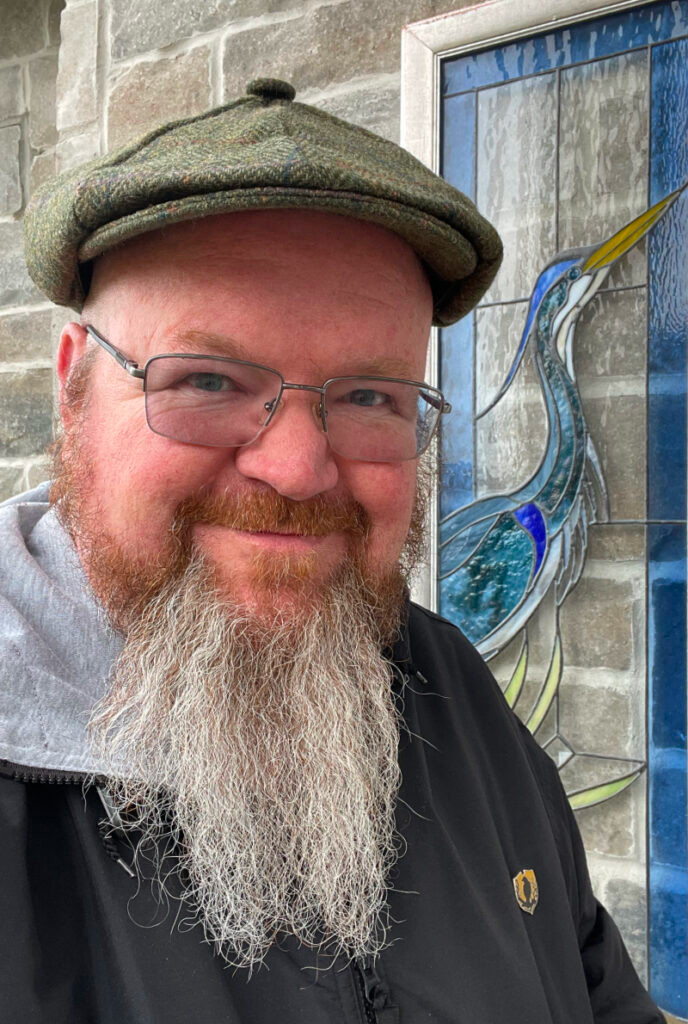
Kevin Hearne (* 1970)

- Hearne, Richard Patrick (* 1876), irisch-britischer Journalist und Autor
- Hearne, Rory, irischer Politiker der Social Democrats (Daonlathaigh Shóisialta)
- Hearne, Samuel (1745–1792), englischer Entdecker, Pelzhändler, Autor und Naturforscher
- Hearne, Thomas (1678–1735), britischer Antiquar und Tagebuchautor
- Hearnes, Warren (1923–2009), US-amerikanischer Politiker
- Hearns, Lise, irische Schauspielerin
- Hearns, Thomas (* 1958), US-amerikanischer Boxer
- Hearnshaw, Susan (* 1961), britische Weitspringerin
- Hearst, Amanda (* 1984), US-amerikanische Managerin und Model
- Hearst, E. M., US-amerikanischer Musiker
- Hearst, George (1820–1891), US-amerikanischer Bergbauunternehmer und Politiker
- Hearst, Lydia (* 1984), US-amerikanisches Model, Schauspielerin, Modedesignerin und Bloggerin
- Hearst, Marti, US-amerikanische Informatikerin und Hochschullehrerin
- Hearst, Patty (* 1954), US-amerikanische Schauspielerin, Entführungsopfer, Enkeltochter des Medienmoguls William Randolph HearstPatty Hearst (* 1954)

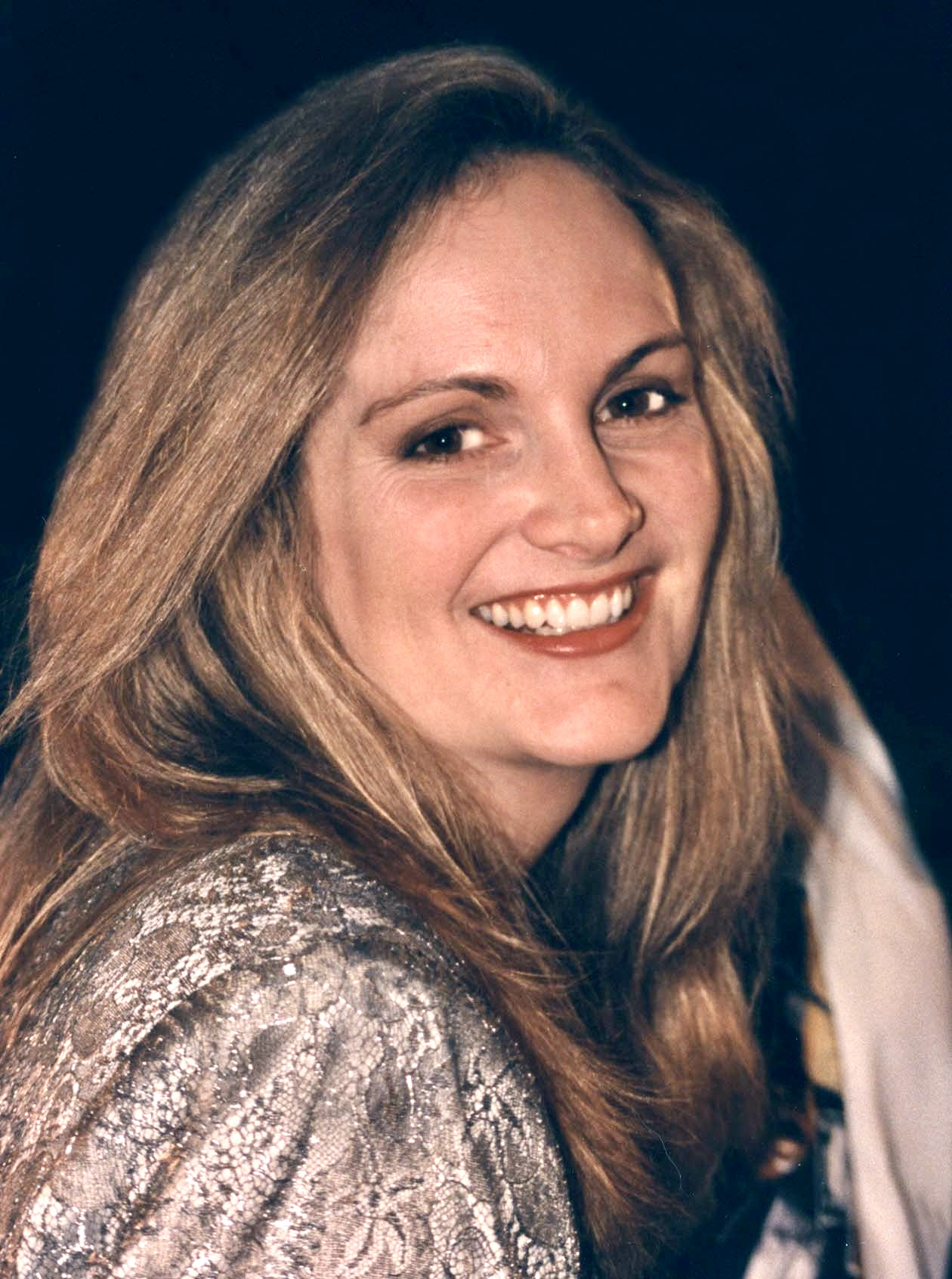
Patty Hearst (* 1954)

- Hearst, Phoebe (1842–1919), US-amerikanische Philanthropin und Förderin in der Frauenbildung in Kalifornien
- Hearst, Rick (* 1965), US-amerikanischer Schauspieler
- Hearst, William Howard (1864–1941), kanadischer Politiker und 7. Premierminister von Ontario
- Hearst, William Randolph (1863–1951), US-amerikanischer Verleger und Medien-Tycoon
- Heart, Bo (* 1960), deutscher Musiker und Sänger
- Heart, Brennan (* 1982), niederländischer DJ und Musikproduzent
- Heart, Julia (* 1992), Schweizer Sängerin und Songschreiberin
- Heart, Lacie (* 1986), US-amerikanische Pornodarstellerin, Schauspielerin und Model
- Heart, Roman (1986–2019), US-amerikanischer Darsteller schwuler Pornografie
- Heart, Tommy (* 1968), deutscher Rocksänger, Musikproduzent und Komponist
- Heartfield, John (1891–1968), deutscher Maler, Grafiker, Fotomontagekünstler und BühnenbildnerJohn Heartfield (1891–1968)

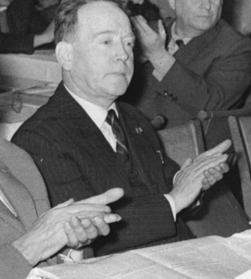
John Heartfield (1891–1968)

- Hearting, Ernie (1914–1992), Schweizer Schriftsteller
- Heartsman, Johnny (1936–1996), US-amerikanischer Bluesmusiker und Songwriter
- Heartthrob (* 1976), US-amerikanischer Techno-Liveact
- Heartz, Daniel (1928–2019), US-amerikanischer Musikwissenschaftler
- Heartz, Frank Richard (1871–1955), kanadischer Politiker, Vizegouverneur von Prince Edward Island

### Heas
- Heasley, Marla (* 1959), US-amerikanische Schauspielerin
- Heaslip, Eoghan, irischer christlicher Songwriter und Musiker
- Heaslip, Jamie (* 1983), irischer Rugbyspieler

### Heat
- Heat, Vomit (* 1991), deutscher Sänger, Songschreiber und Multiinstrumentalist
- Heater, Claude (1927–2020), US-amerikanischer Opernsänger und Schauspieler
- Heath (1968–2023), japanischer Musiker
- Heath, Adrian (* 1961), englischer Fußballspieler und -trainer
- Heath, Alexander (* 1978), südafrikanischer Skirennläufer
- Heath, Allen (1918–1981), kanadischer Autorennfahrer
- Heath, Basil F. (1917–2011), US-amerikanischer und kanadischer Stuntman, Fernsehmoderator und Schauspieler
- Heath, Ben (* 1992), britischer Pokerspieler
- Heath, Bess (* 2001), englische Cricketspielerin
- Heath, Chris, englischer Musikjournalist
- Heath, Colin, kanadischer Schauspieler und Synchronsprecher
- Heath, Cuthbert Eden (1859–1939), britischer Versicherungsmanager
- Heath, Dana (* 2006), US-amerikanische Schauspielerin
- Heath, Dave (* 1956), britischer Komponist und Flötist
- Heath, Dodie (1926–2023), US-amerikanische Filmschauspielerin
- Heath, Donald R. (1894–1981), US-amerikanischer Journalist und Diplomat
- Heath, Edward (1916–2005), konservativer britischer Politiker und Premierminister des Vereinigten Königreichs (1970–1974)Edward Heath (1916–2005)

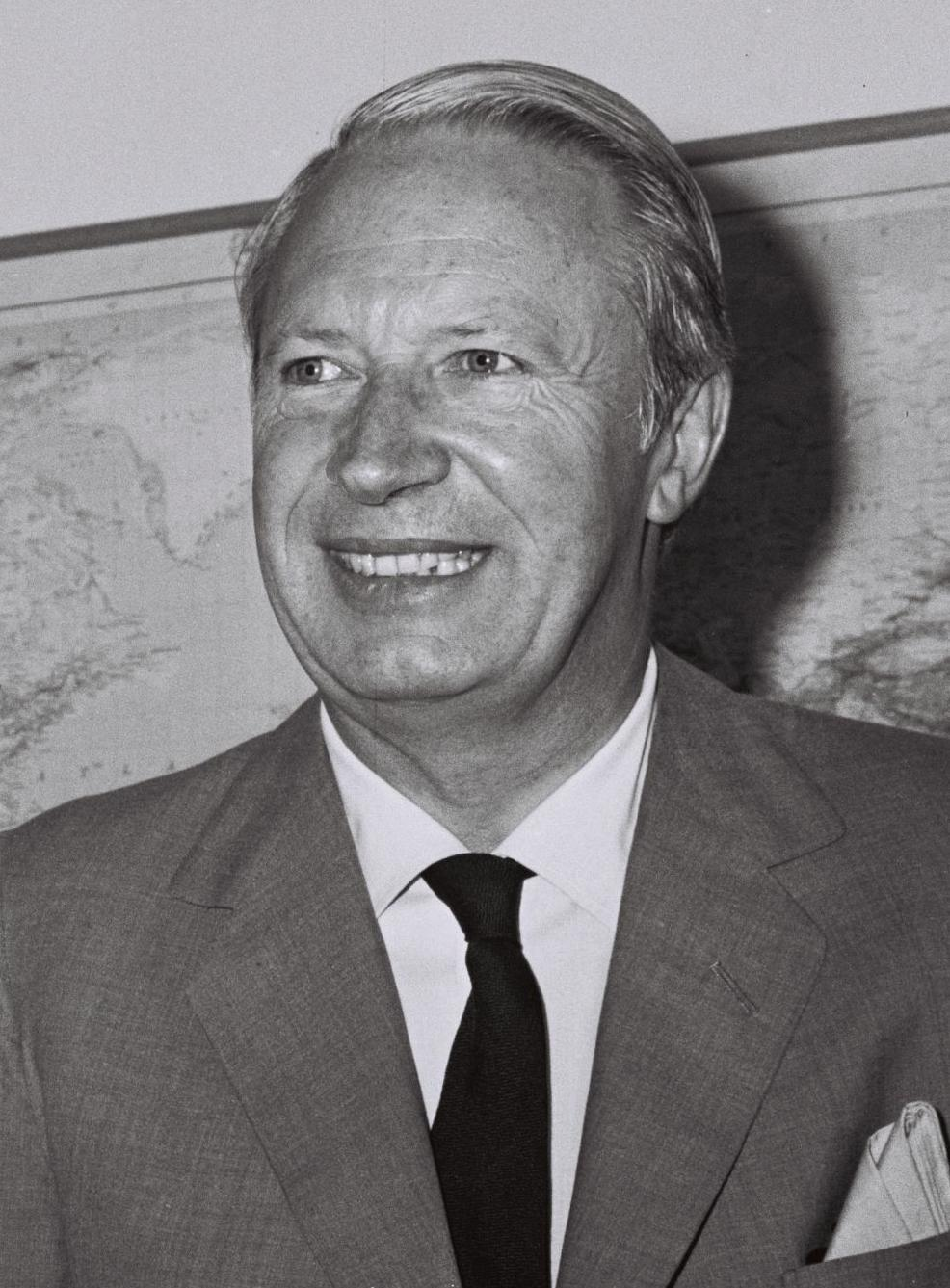
Edward Heath (1916–2005)

- Heath, Edward Bayard (1888–1931), US-amerikanischer Flugpionier und Unternehmer
- Heath, Gordon (1918–1991), US-amerikanischer Theater- und Filmschauspieler
- Heath, Harrison (* 1996), englischer Fußballspieler
- Heath, Herbert (1861–1954), britischer Marineoffizier (Admiral) und Diplomat (Marineattaché)
- Heath, Hilary (1945–2020), britische Schauspielerin und Produzentin
- Heath, Hy (1890–1965), US-amerikanischer Filmkomponist
- Heath, James P. (1777–1854), US-amerikanischer Politiker
- Heath, James R., US-amerikanischer Chemiker und Nanowissenschaftler
- Heath, Jeffrey (* 1949), US-amerikanischer Linguist und Hochschullehrer
- Heath, Jimmy (1926–2020), US-amerikanischer Jazzsaxophonist, -flötist, Komponist und Arrangeur
- Heath, John (1758–1810), US-amerikanischer Politiker
- Heath, Joseph (* 1967), kanadischer Philosoph und Hochschullehrer
- Heath, Liam (* 1984), britischer Kanute
- Heath, Lucien (1819–1888), US-amerikanischer Farmer, Händler und Politiker
- Heath, Malcolm (1957–2025), britischer Gräzist
- Heath, Martin (* 1973), schottischer Squashspieler
- Heath, Mary (1896–1939), irische Flugpionierin und britische Sportlerin
- Heath, Michael (* 1964), US-amerikanischer Schwimmer
- Heath, Monroe (1827–1894), US-amerikanischer Politiker
- Heath, Nicholas († 1578), englischer Römisch-katholischer Bischof, Lordkanzler von England
- Heath, Percy (1884–1933), US-amerikanischer Drehbuchautor und Dramatiker
- Heath, Percy (1923–2005), US-amerikanischer Jazz-Musiker (Kontrabassist)
- Heath, Phil (* 1979), US-amerikanischer Bodybuilder, Mister Olympia 2011Phil Heath (* 1979)

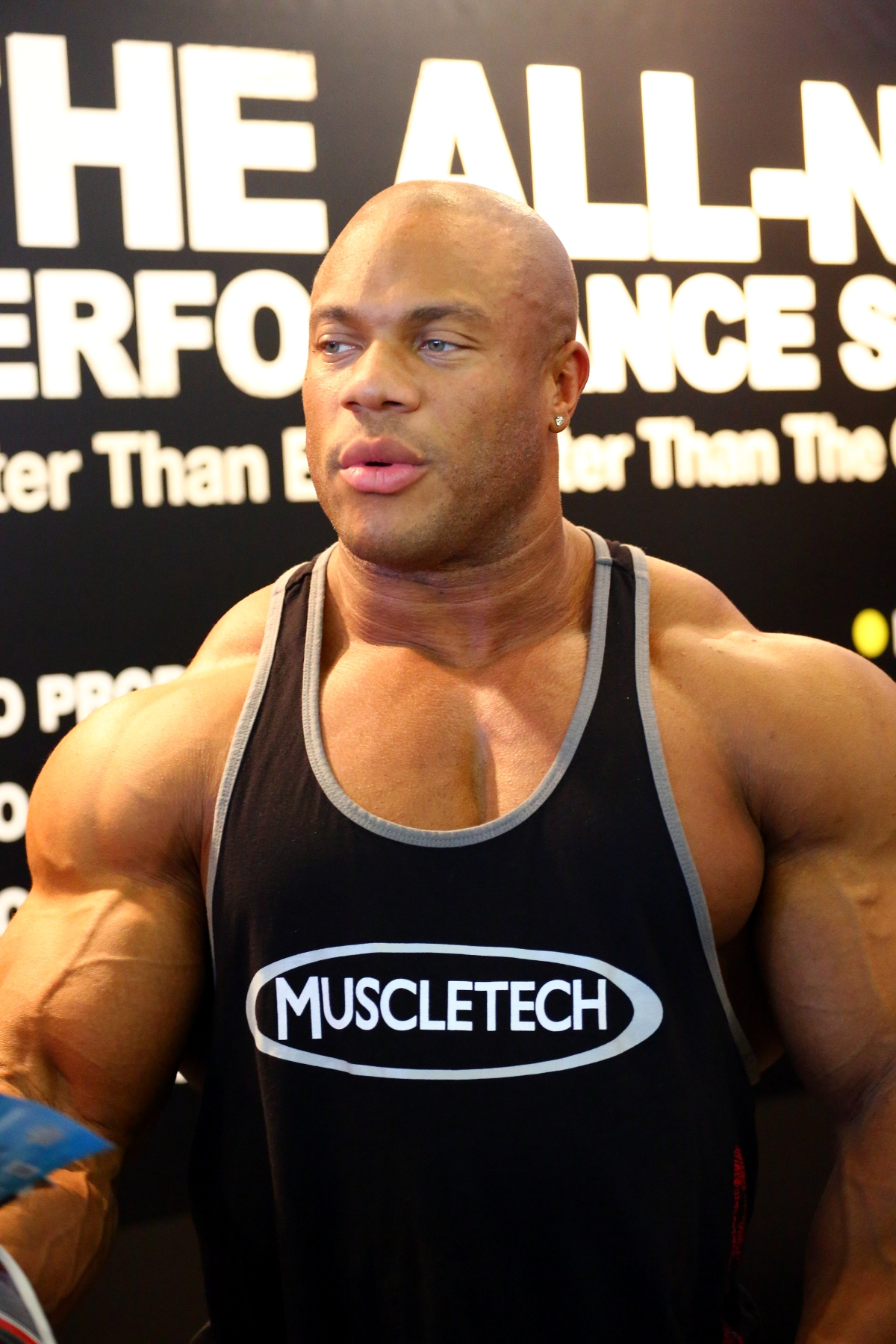
Phil Heath (* 1979)

- Heath, Rhonda, US-amerikanische Sängerin
- Heath, Rodney (1884–1936), australischer Tennisspieler
- Heath, Roy (1926–2008), guyanischer Schriftsteller
- Heath, Russ (1926–2018), US-amerikanischer Comiczeichner und Cartoonist
- Heath, Shona (* 1974), britische Szenenbildnerin und Art Director
- Heath, Ted (1902–1969), britischer Posaunist und Bandleader
- Heath, Thomas (1861–1940), englischer Mathematikhistoriker
- Heath, Tobin (* 1988), US-amerikanische Fußballnationalspielerin
- Heath, Tootie (1935–2024), US-amerikanischer Jazz-Musiker (Schlagzeuger)
- Heath, William (1737–1814), Generalmajor der Kontinentalarmee der USA
- Heath-Brown, Roger (* 1952), britischer Mathematiker
- Heath-Stubbs, John (1918–2006), britischer Dichter und Übersetzer
- Heathcoat-Amory, David (* 1949), britischer Politiker (Conservative Party), Mitglied des House of Commons
- Heathcoat-Amory, Derick, 1. Viscount Amory (1899–1981), britischer Politiker, Mitglied des House of Commons
- Heathcock, Clayton H. (* 1936), US-amerikanischer Chemiker
- Heathcote, Alastair (* 1977), britischer Ruderer
- Heathcote, Bella (* 1987), australische SchauspielerinBella Heathcote (* 1987)

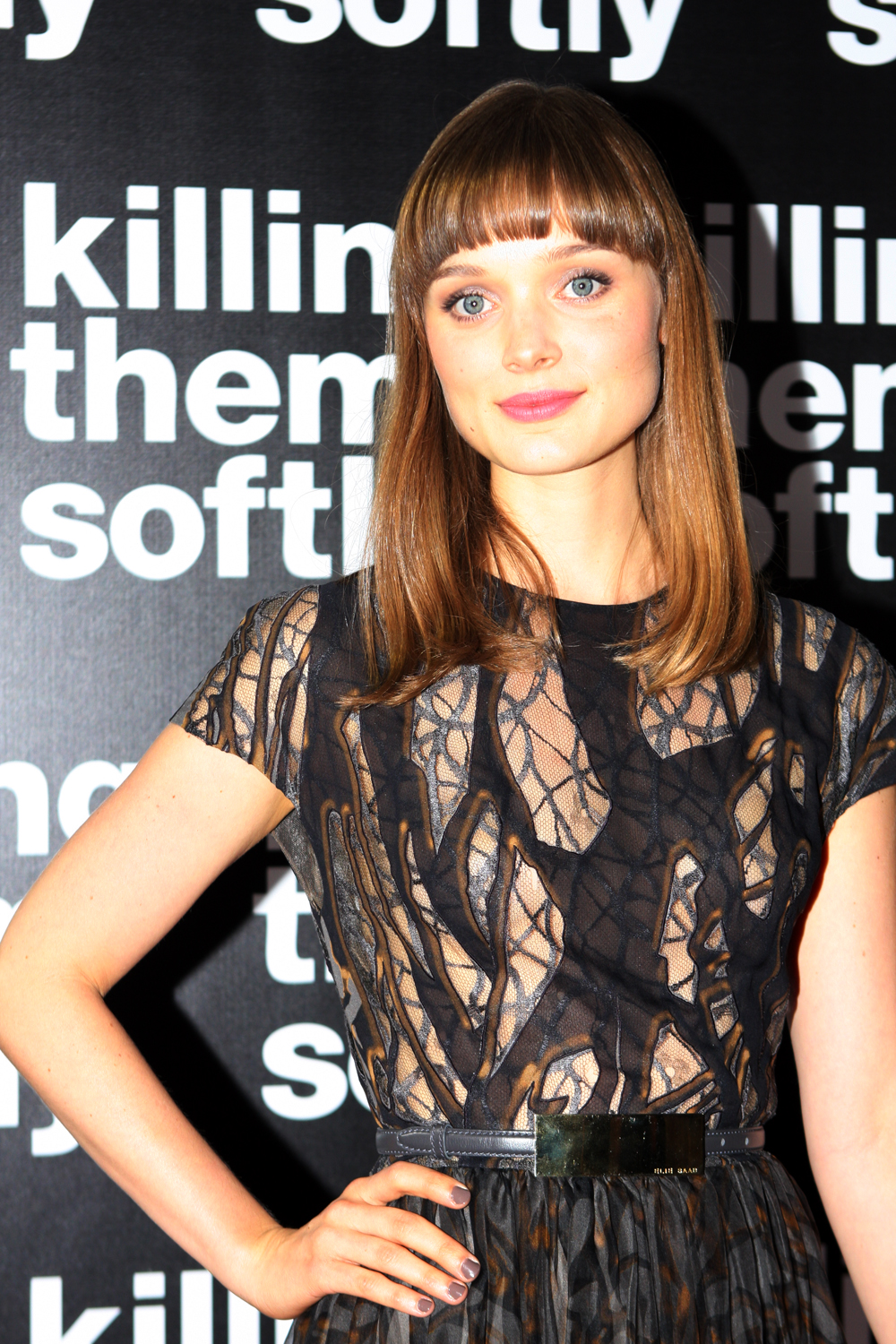
Bella Heathcote (* 1987)

- Heathcote, Charles Gilbert (1841–1913), britischer Tennisspieler
- Heathcote, Louis (* 1997), englischer Snookerspieler
- Heathcote, Sophie (1972–2006), australische Schauspielerin
- Heathcote-Drummond-Willoughby, Gilbert, 2. Earl of Ancaster (1867–1951), britischer Peer, Offizier und Politiker
- Heathcote-Drummond-Willoughby, Jane, 28. Baroness Willoughby de Eresby (* 1934), britische Adlige und Großgrundbesitzerin
- Heather B. (* 1971), US-amerikanische Rapperin
- Heather, Bede Vincent (1928–2021), australischer Geistlicher und römisch-katholischer Bischof von Parramatta
- Heather, Jean (1921–1995), US-amerikanische Schauspielerin
- Heather, Mark (* 1976), englischer Squashspieler
- Heather, Peter J. (* 1960), britischer Althistoriker
- Heather, Steve (* 1969), australischer Jazzmusiker
- Heatherly, May (1942–2015), US-amerikanische Schauspielerin
- Heatherton, Erin (* 1989), US-amerikanisches ModelErin Heatherton (* 1989)

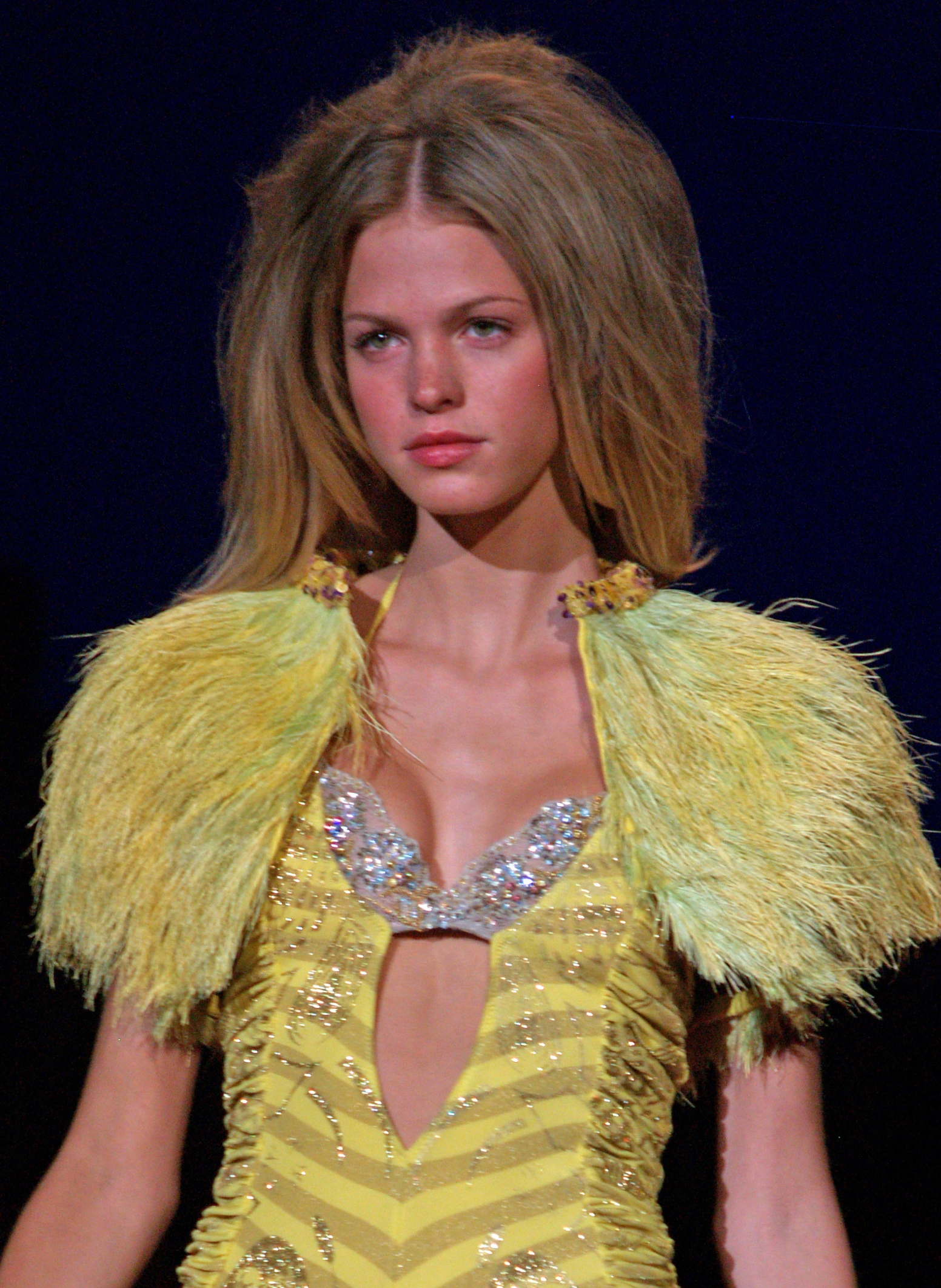
Erin Heatherton (* 1989)

- Heatherton, Joey (* 1944), US-amerikanische Schauspielerin, Tänzerin und Sängerin
- Heatherwick, Thomas (* 1970), international tätiger Designer und Architekt
- Heathulac, Bischof von Elmham
- Heathured, Bischof von Worcester
- Heatley, Basil (1933–2019), britischer Leichtathlet
- Heatley, Dany (* 1981), deutsch-kanadischer Eishockeyspieler
- Heatley, Mark (* 1984), deutsch-kanadischer Eishockeyspieler
- Heatley, Murray (* 1948), kanadischer Eishockeyspieler
- Heatley, Norman (1911–2004), britischer Biochemiker
- Heatley, Spike (1933–2021), britischer Jazzmusiker
- Heatly, Christine (* 1954), schottische Badmintonspielerin
- Heatly, Clyde Alexander (1897–2001), US-amerikanischer HNO-Arzt
- Heatly, Peter (1924–2015), britischer Wasserspringer und Sportfunktionär
- Heaton, Charlie (* 1994), britischer SchauspielerCharlie Heaton (* 1994)

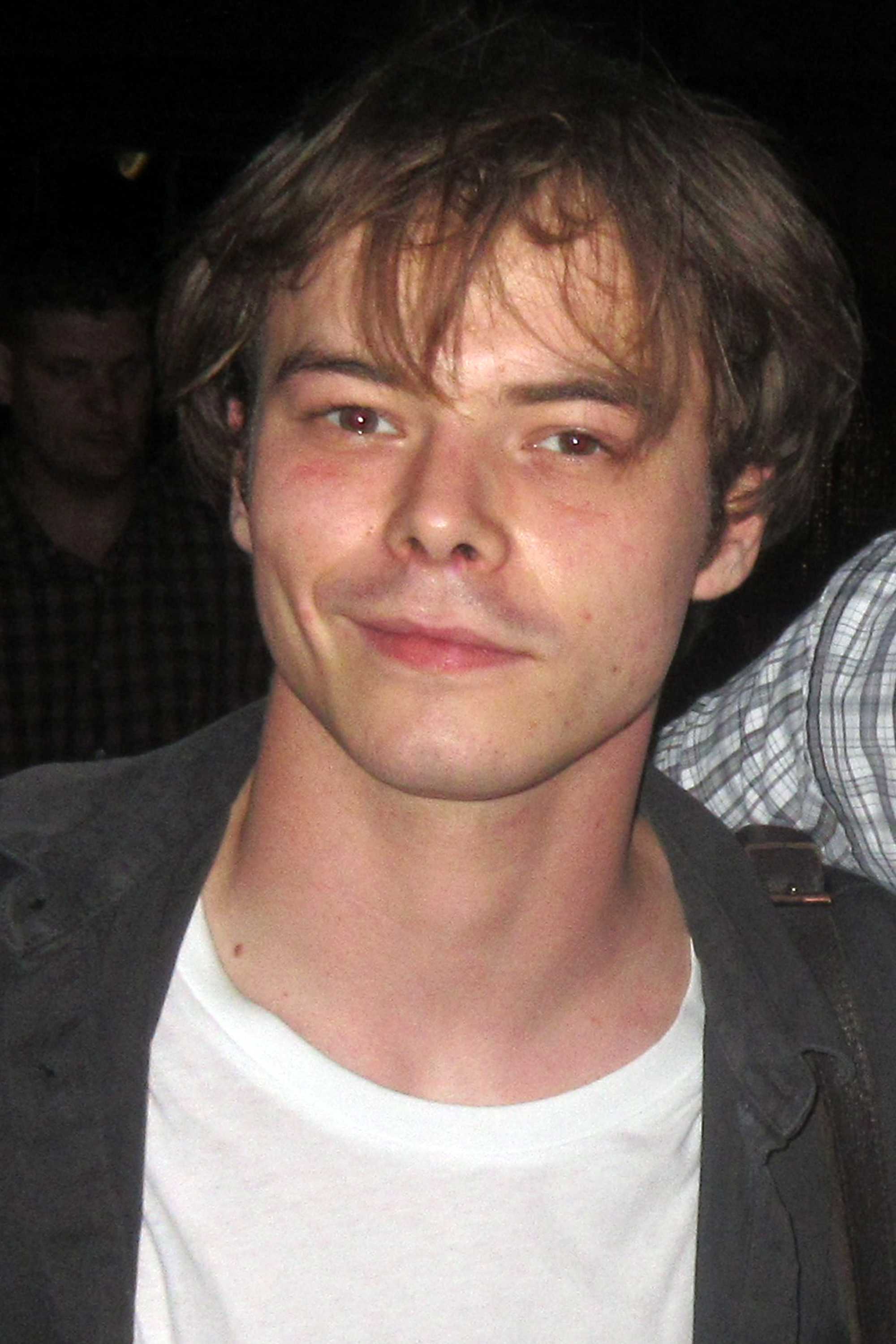
Charlie Heaton (* 1994)

- Heaton, Clement (1861–1940), britischer Glasmaler und -bläser
- Heaton, David (1823–1870), US-amerikanischer Politiker
- Heaton, Derek (* 1948), englischer Snookerspieler
- Heaton, Harry Clifton (1885–1950), US-amerikanischer Romanist, Hispanist und Katalanist
- Heaton, Herbert Henniker (1880–1961), britischer Kolonialbeamter, Gouverneur der Falklandinseln
- Heaton, Jack (1908–1976), US-amerikanischer Skeleton- und Bobpilot
- Heaton, Jennison (1904–1971), US-amerikanischer Bob- und Skeletonfahrer
- Heaton, Leonard (1889–1963), kanadischer Pianist und Musikpädagoge englischer Herkunft
- Heaton, Mary Margaret (1836–1883), britische Kunsthistorikerin
- Heaton, Patricia (* 1958), US-amerikanische SchauspielerinPatricia Heaton (* 1958)

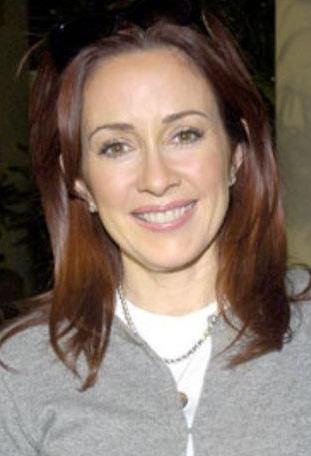
Patricia Heaton (* 1958)

- Heaton, Paul (* 1962), englischer Musiker
- Heaton, Robert (1961–2004), britischer Schlagzeuger
- Heaton, Robert Douglas (1873–1933), US-amerikanischer Politiker
- Heaton, Tom (* 1986), englischer Fußballtorhüter
- Heaton-Armstrong, Duncan (1886–1969), britischer Offizier
- Heaton-Harris, Christopher (* 1967), britischer Politiker (Conservative Party), Mitglied des House of Commons, MdEP
- Heatter, Merrill (1925–2017), US-amerikanischer Fernsehproduzent
- Heatwole, Joel (1856–1910), US-amerikanischer Politiker

### Heau
- Heaulme, Francis (* 1959), französischer Serienmörder
- Heaulme, Henry de (1899–1986), französischer Kolonialist

### Heav
- Heaven, Ayden (* 2006), englischer Fußballspieler
- Heaver, Jason (* 1974), englischer Dartspieler
- Heaviside, Oliver (1850–1925), britischer Mathematiker und Physiker
- Heavy D (1967–2011), US-amerikanischer Rapper, Schauspieler und Sänger

### Heaw
- Heawood, Percy (1861–1955), britischer Mathematiker